# Joaquín Saldaña y López
Joaquín Saldaña y López (Madrid, 1870-1939) fue un arquitecto español.

## Biografía
Titulado en Madrid en 1894. Fue un prolífico arquitecto, el favorito de la clase aristocrática del Madrid de finales del siglo XIX a los que construyó diversos palacetes y casas señoriales. Sus obras se realizaron en algunas áreas del ensanche de Madrid, de estilo Belle Époque que se conocieron en su época como "Estilo Saldaña". Destacan algunas obras arquitectónicas de Gran Vía. 

## Obras

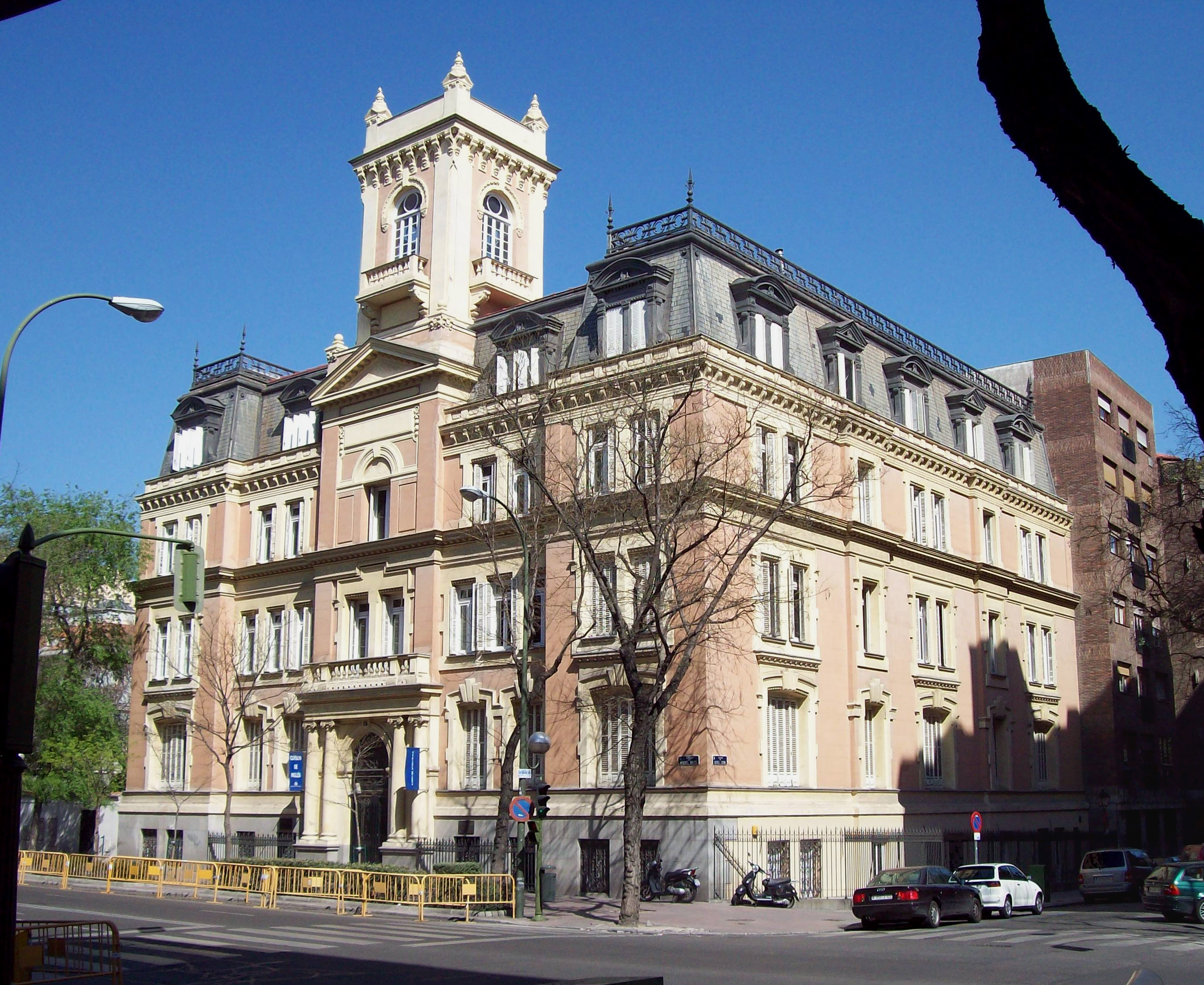
Edificio del "Instituto Internacional", obra de Saldaña en el distrito de Chamberí.

Colaboró con Jesús Carrasco-Muñoz en sus primeras etapas tras acabar la carrera de arquitectura, siendo ambos estudiantes concursaron a diversos premios, el primero al que se presentaron fue el de Mercado de Ganados (Arganzuela) (1899), y posteriormente a la Casa Central de Correos en Atocha (1900). Las obras dentro de la primera década del siglo XX corresponden al palacete del diputado José Luis Gallo en 1902 (calle Núñez de Balboa), el edificio Boston (denominado posteriormente como: Instituto Internacional de Señoritas en la calle Miguel Ángel), palacio de los duques de Híjar (embajada de Portugal) y en 1912 el Palacete del duque de Plasencia (calle de Monte Esquinza, 48). Realizó algunos edificios de viviendas en Madrid. No fueron logrados ninguno de los dos y la colaboración acabó. Una de sus obras en la Gran Vía es el Hotel Atlántico diseñado en el año 1921.